# Don't Want to Forgive Me Now
Don't Want to Forgive Me Now is een nummer van de Schotse band Wet Wet Wet uit 1995. Het is de derde single van hun vierde studioalbum Picture This.
"Don't Want to Forgive Me Now" is een ballad die gaat over een verloren liefde. Het nummer kende het meeste succes in het Verenigd Koninkrijk, waar het de 7e positie behaalde. In Nederland was de plaat minder succesvol met een 15e positie in de Tipparade.